# Alfred Lörcher

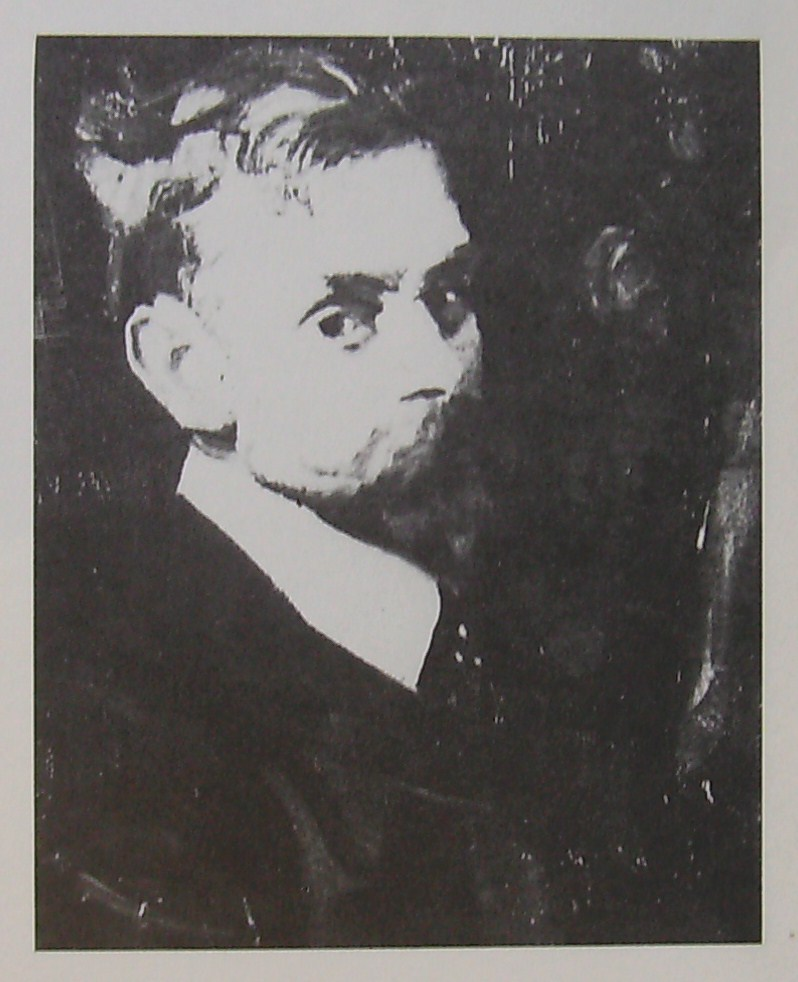
Bildnis Alfred Lörcher (Ölgemälde von Albert Weisgerber, 1904)

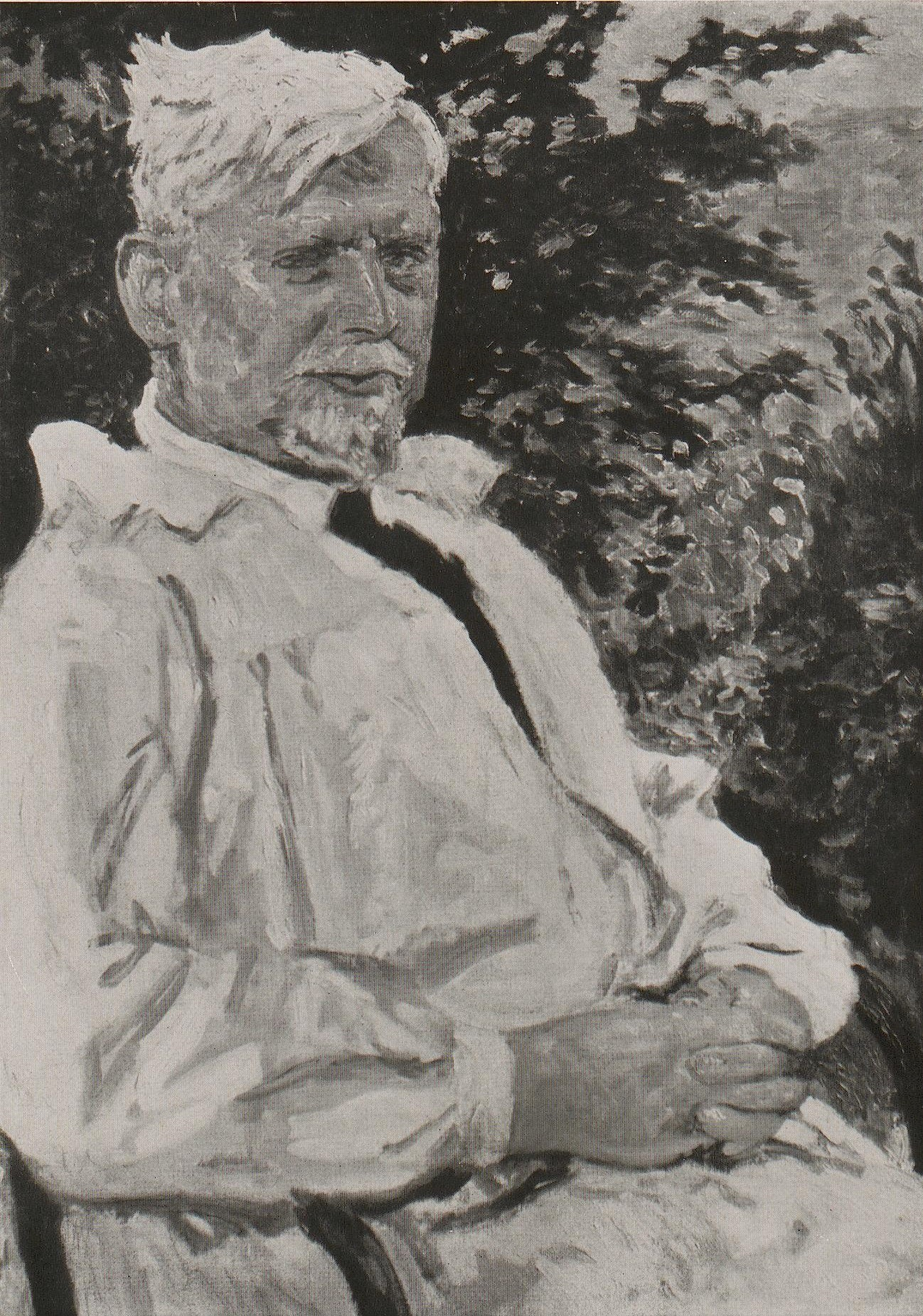
Bildnis Professor Lörcher (Ölgemälde von Bernhard Pankok)

Alfred Lörcher (* 30. Juli 1875 in Stuttgart; † 26. März 1962 ebenda) war Bildhauer und Medailleur und ab 1919 Professor an der Württembergischen Staatlichen Kunstgewerbeschule in Stuttgart sowie ab 1941 an der Staatlichen Akademie der Bildenden Künste Stuttgart, an der er bis Kriegsende tätig war.

## Leben
Alfred Lörcher war das einzige Kind von Carl (1849–1917) und Mathilde (1847–1898) Lörcher. Er besuchte nach zweijähriger Lehre in der Erzgießerei von Paul Stotz seit 1894 die Karlsruher Kunstgewerbeschule, an der er die Maler Hans Purrmann und Albert Weisgerber kennenlernte. 1897/98 arbeitete er in der Kunstgewerblichen Werkstätte W. Wächter in Kaiserslautern. 1898 bezog er die Münchener Kunstakademie und wurde Schüler von Wilhelm von Rümann. Hier beeinflusste ihn die plastische Gestaltung Adolf von Hildebrands. Antike und Frührenaissance waren für ihn maßgeblich, während er Rodin und dessen Auflösung der plastischen Form ablehnte. Im Jahr 1902 kehrte er als freier Bildhauer nach Stuttgart zurück und führte Aufträge für Grabmäler, Porträts, später auch für Siegel und Medaillen aus.
Lörcher reiste 1905 für ein Jahr durch Italien, wo er vor allem die archaische und etruskische Plastik, aber auch die Reliefs von Andrea Pisano am Florentiner Baptisterium studierte. 1908 übersiedelte er nach Berlin und stellte noch im selben Jahr seine Porträtbüste einer Römerin in der Sezessionsausstellung aus. 1914 gewann er mit seiner im Vorjahr entstandenen Klinker-Skulptur Liegende (Museum Ludwig in Köln) auf der internationalen Kunst-Ausstellung in Stuttgart den 1. Preis.
Im Ersten Weltkrieg (1914–1918) diente er als freiwilliger Sanitäter. Nach Kriegsende wurde er von Bernhard Pankok an die Württembergische Staatliche Kunstgewerbeschule auf dem Stuttgarter Weißenhof als Vorstand der Abteilung für Modellieren berufen und blieb – nach anfänglichen Schwierigkeiten 1933 aufgrund seiner Zugehörigkeit zu einer Freimaurerloge und seiner angeblichen Toleranz kommunistischen Studierenden gegenüber – auch weiterhin nach dem organisatorischen Zusammenschluss von Kunstgewerbeschule und Akademie im Jahr 1941 zur Staatlichen Akademie der Bildenden Künste Stuttgart im Amt, nunmehr bis zum Kriegsende für die Fachgebiete Dekorative Bildhauerei und Baukeramik zuständig. In der Zeit des Nationalsozialismus war von Lörcher Mitglied der Reichskammer der bildenden Künste. Für diese Zeit ist seine Teilnahme an 10 Gruppenausstellungen sicher belegt. Von 1941 bis 1951 lebte er zurückgezogen in Billensbach im Bottwartal, danach wieder in Stuttgart.
Alfred Lörcher war Mitglied im Deutschen Künstlerbund. 1961 war er Mitglied des DKB-Ehrenvorstandes.

## Stil

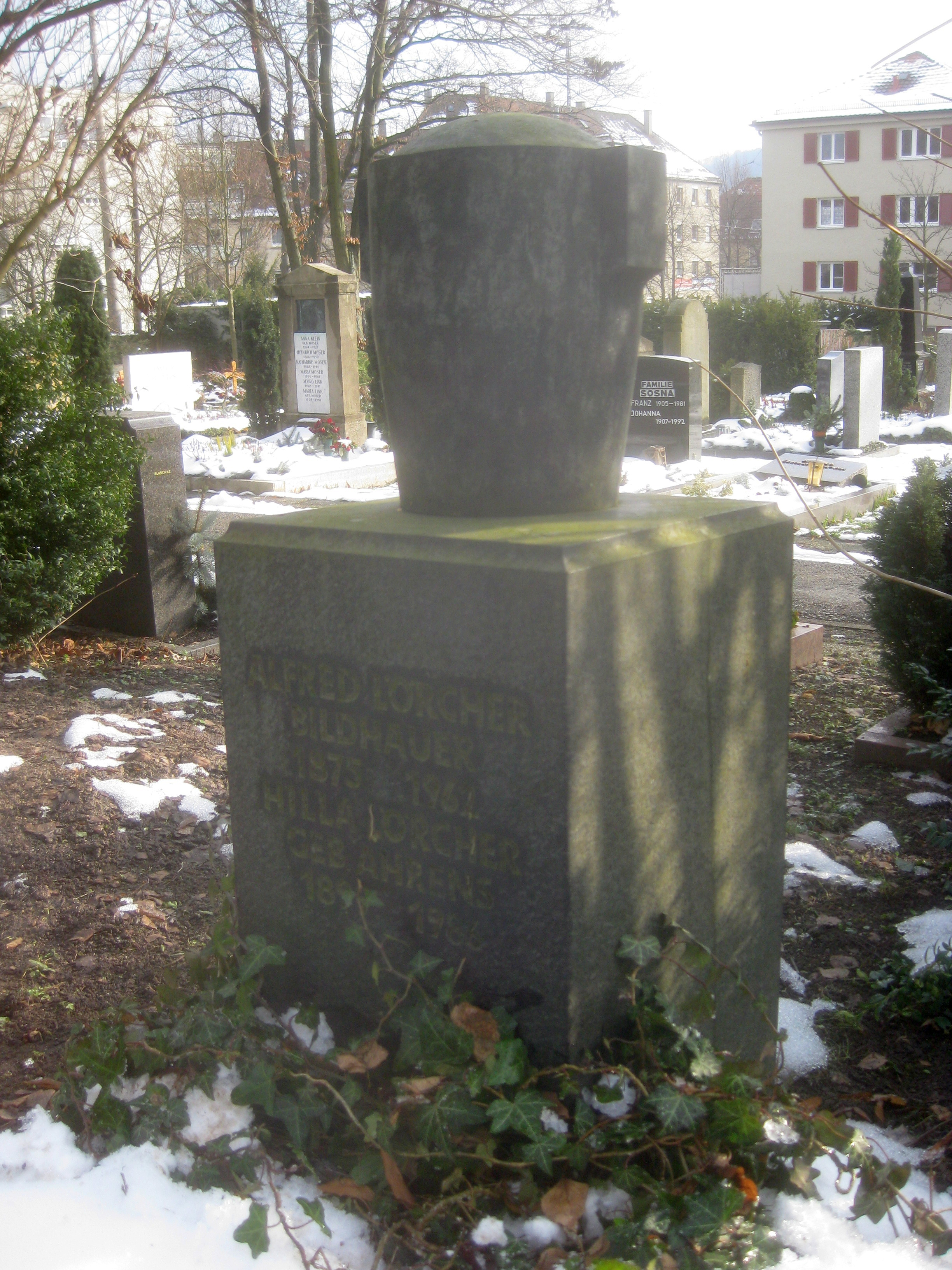
Grab Alfred Lörchers, von ihm selbst entworfen, auf dem Bergfriedhof in Stuttgart, Abteilung 18.

Wachsende Anerkennung über Süddeutschland hinaus fand Lörcher nicht nur mit den geschlossenen, kubisch vereinfachten, sinnenden Frauengestalten der Jahre 1910 bis 1933, die ihm den Beinamen eines „Schwäbischen Maillol“ eintrugen, obwohl sie sich wesentlich von Aristide Maillols sinnlich-schwellender Faktur unterschieden, sondern auch mit den vielfigurigen Reliefs seines Spätwerks seit 1946, in denen er zeitgenössische Themen wie z. B. Streikgespräch (1957/58) oder Fernseher (1959/60) gestaltete. Waren es früher die in sich ruhenden Einzelgestalten, vor allem Sitzfiguren, auf die Winckelmanns Begriffe von der „edlen Einfalt und stillen Größe“ zutreffen, so entwickelte sich das Nachkriegswerk antithetisch dazu: Statt stereometrischer Rundform und geglätteter Oberfläche dominieren nun die deutlich modellierten Figuren, die sich zu bewegten Gruppen oder geordneten Reihungen formieren und in spannungsvoller Choreographie den Raum, der durch die Sockelplatte oder den Reliefgrund suggeriert wird, durchmessen. Damit hat Lörcher im Rahmen der deutschen Bildhauerkunst des 20. Jahrhunderts einen entschiedenen Alleingang vollzogen und, namentlich auf dem Gebiet der Kleinplastik und Reliefkunst, auch im europäischen Rahmen, einen hohen Rang erreicht.

## Auszeichnungen
- Villa-Romana-Preis 1959

## Werke
- Weitere Werke im Nachlass, Privatbestand: Porträtbüste, Selbstbildnis, 1907
- Schlafende Liegende, 1913/14 (Privatsammlung Stuttgart)
- Schreitendes Mädchen, 1923/24 (Staatsgalerie Stuttgart)
- Die Strumpfanziehende, 1935 (Städtische Galerie Böblingen)
- Springende Reiter, 1953
- Sparkassenbrunnen, bez. 1955, Stiftstraße Stuttgart mit Trauben präsentierender Kniender
- Revolutionszug, 1957 (Kunsthalle Recklinghausen)
- Kleine Reiterinnengruppe, 1960
- Konferenz am rechtwinkeligen Tisch, 1959
- Sich anlehnende Frau, 1926/27 (Privatsammlung Lindau)
- Panik II, 1959/60 (Privatsammlung Stuttgart)
- Panik III, 1960 (Niedersächsische Landesgalerie Hannover)
- Menetekel, 1957 (Kunsthalle Mannheim)

## Schriften
- Zu meinen Arbeiten, in: Deutsche Kunst und Dekoration 53, 1923, S. 146–154
- Arbeit Lörchers über seine plastischen Arbeiten, in: Die Kunst 27, 1926, S. 68–72
- Der Grabstein, 1927